# Kułakowice Trzecie
Kułakowice Trzecie – wieś w Polsce położona w województwie lubelskim, w powiecie hrubieszowskim, w gminie Hrubieszów.
W latach 1975–1998 miejscowość administracyjnie należała do województwa zamojskiego. 
Wieś stanowi sołectwo gminy Hrubieszów. W roku 2021 wieś liczyła 260 mieszkańców
Wierni Kościoła rzymskokatolickiego należą do parafii św. Stanisława w Teratynie.

## Historia
Według suplementu Słownika geograficznego Królestwa Polskiego z roku 1902, Okołokołowice, dziś Kułakowice, wieś w dawnej ziemi bełskiej, w wieku XIX w powiecie hrubieszowskim. Według regestru poborowego z roku 1564 wieś Okołokołowice w parafii Hrubieszów płaciła w dziale Drohiczańskiego od 91/2 łana 10 zagrodników, 4 komorników. Łaszcz płacił ze swojego działu od 8 1/2 łana, 14 zagrodników, 9 komorników, 1 rzemieślnika. We wsi pop i cerkiew prawosławna.